# Coupe d'Afrique des clubs champions de basket-ball 2011
Navigation
Édition précédente Édition suivante
Le coupe d’Afrique des clubs champions de basket-ball 2011 est la 26e édition de la compétition organisée par la FIBA Afrique et réunissant les clubs africains de basket-ball masculins ayant remporté leur championnat national.

## Finale
| Date             | Équipe à domicile        | Équipe à l'extérieur | Score |
| ---------------- | ------------------------ | -------------------- | ----- |
| 21 décembre 2011 | Étoile sportive du Sahel | Primeiro de Agosto   | 82-60 |

## Récompenses
La première équipe type est composée des joueurs suivants:
| G | Drapeau des États-Unis | Willie Kemp         |
| G | Drapeau de l'Angola    | Mario Correira      |
| G | Drapeau du Cameroun    | Christian Bayang    |
| F | Drapeau de l'Angola    | Carlos Morais       |
| F | Drapeau de la Tunisie  | Makrem Ben Romdhane |

La deuxième équipe type est composée des joueurs suivants
| G | Drapeau du Maroc                               | Zakaria El Masbahi |
| F | Drapeau de l'Angola                            | Olimpio Cipriano   |
| F | Drapeau des États-Unis                         | Roderick Nealy     |
| F | Drapeau des États-Unis                         | Reggie Moore       |
| C | Drapeau de la république démocratique du Congo | Aubin Kasongo      |

Les joueurs suivants ont reçu des distinctions personnelles :
- Meilleur joueur :  Makrem Ben Romdhane
- Meilleur arrière :  Mario Correira
- Meilleur ailier :  Makrem Ben Romdhane
- Meilleur pivot :  Younes Idrissi
- Meilleur entraîneur :  Dragan Petričević

## Champion
Étoile sportive du Sahel
- Président : ?
- Entraîneur : Dragan Petričević
- Joueurs : Makrem Ben Romdhane, Marouan Kechrid, Omar Mouhli, Zied Toumi, Radhouane Slimane, Mohamed Hadidane, Willie Kemp, Ersid Ljuca, Atef Maoua, Brahim Naddari, Hamza Foudhaili, Moez Mestiri, Maher Bekri

| Coupe d’Afrique des clubs champions de basket-ball 2011 |
| ------------------------------------------------------- |
| Étoile sportive du Sahel 1er titre                      |

| Meilleur joueur     |
| ------------------- |
| Makrem Ben Romdhane |